# Bennie Railplane

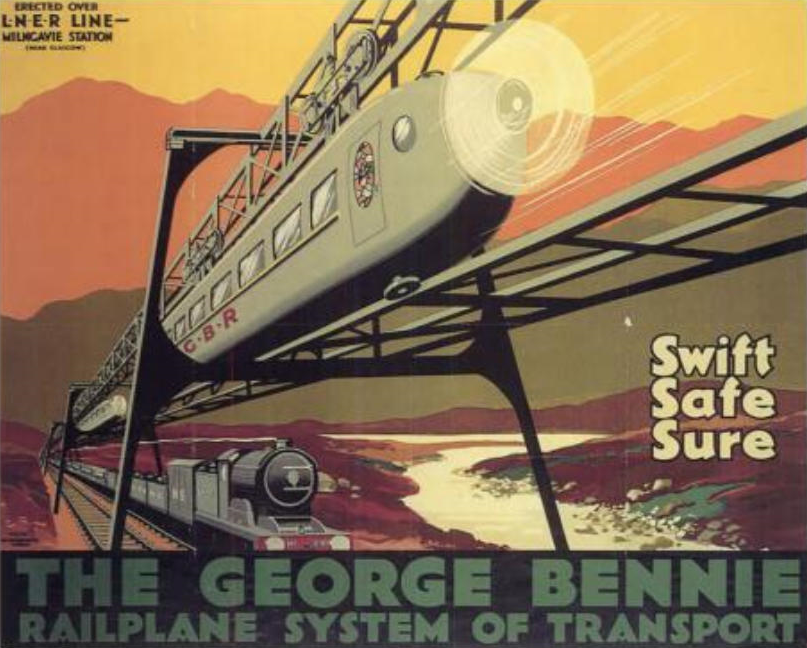
A Bennie Railplane népszerűsítő posztere

A Bennie Railplane egy soha meg nem valósult terv volt a vasúti közlekedés modernizálására. Az ötlet kitalálója George Bennie volt (1891–1957). A terv szerint a meglévő vasútvonalak felett egy lábakon álló második pálya húzódott volna, melyen propeller-hajtású motorkocsik száguldanának a hagyományos vonatok felett. A látszat ellenére ez nem egy egysínű vasút volt, mivel a jármű felülről is meg volt vezetve. Külön pályán zajlott volna a lassú teherforgalom és a gyors személyforgalom, így nem akadályozták volna egymást. Épült egy kísérleti pálya 120 méter hosszban Glasgow közelében, Milngavie mellett az 1930-as években, de nem sikerült az építkezéshez befektetőket találnia, így 1937-ben csődbe ment. A vonalat lebontották ócskavasnak az 1950-es években.
Sem az LNER, sem a Southern Railway nem támogatta az ötletet, mivel akkoriban már a villamos vontatás előrehaladott volt. A Bennie Railplane helyett hagyományos vonatokkal lettek kiszolgálva London lakosai és a környező települések ingázói.